# Iniciativa de Progrés de la Comunitat Valenciana
Iniciativa de Progrés de la Comunitat Valenciana (IPCV) fou un partit polític del País Valencià, fundat el 1997 com a escissió d'Unió Valenciana. Els principals dirigents van ser Rafael Ferraro Sebastià i Miguel Zaragozà. Cap al 1999 la major part de la formació es va integrar en el Partit Popular, al mateix temps que alguns dels seus membres fundaven els partits Identitat Regne de Valencia i Alternativa Valenciana, d'ideologia blaverista.